# Гончарів-Гончаренко Антоній Іванович
Гончарів-Гончаренко (Гончаренко) Антоній (Антін) Іванович (10.03.1891, м. Бахмут, тепер Донецької обл. — після 19.07.1940) — український військовий і пластовий діяч, лікар, доктор медицини. Лікар Київської школи прапорщиків (1917), скарбник Українського військового клубу ім. гетьмана Павла Полуботка (05.1917), дивізійний лікар Запорозької дивізії під час походу Петра Болбочана на Крим (1918). Звання — хорунжий Армії УНР.

## Біографічні відомості
Організатор першої пластової дружини в підросійській Україні (Бахмут, 1909). Член Організаційного українського військового комітету (з 03.1917). Перевівся до 1-го Українського козацького полку ім. гетьмана Б. Хмельницького (до 07.1917) зі 125-го Курського полку.
Батьки Гончарови походили із с. Олександрівки Слов'яносербського повіту (тепер Сєвєродонецька громада Луганської обл.). Рідний брат, сотник Запорозької дивізії Армії УНР Юрій Гончарів-Гончаренко, зафіксував: «Першу [пластову (скаутську)] дружину в колишній Росії складено на Україні, на Катеринославщині, де організатором її був тогочасний гімназист, а тепер лікар др. Антін Гончаренко, що пізніше цю справу передав свому братові, Юркові».
Випускник медичного факультету Київського університету (1914). Під час Першої світової війни — військовий лікар. У праці Бориса Монкевича «Слідами новітніх запорожців» (Львів, 1928) згадується як хорунжий і дивізійний лікар запорожців. Член Спілки українських лікарів Чехословаччини (з 1922). Навчався на лікарському факультеті Карлового університету (1924—1927), де нострифікував свій російський диплом і здобув ступінь доктора медицини. У 1930-х мешкав у с. Варах поблизу Берегового на Закарпатті та в Ужгороді. Після окупації мадярами Карпатської України переїхав у Чехію. Оселився в м. Брно (19.07.1940). Співавтор книги «Сучасне лiкування венеричних хороб» (Прага, 1924) та автор книги «Загальна гігієна» (Прага, 1924).